# Indywidualne Mistrzostwa Ligi Juniorów na Żużlu 2016
Indywidualne Mistrzostwa Ligi Juniorów na Żużlu 2016 – zawody żużlowe, mające na celu wyłonienie medalistów indywidualnych mistrzostw Ligi Juniorów w sezonie 2016. W finałowych zmaganiach zwyciężył Bartosz Smektała.

## Finał
- Leszno, 24 sierpnia 2016
- Sędzia: Michał Sasień
- Widzów: 300
- NCD – Kacper Woryna (XII bieg) – 60,02 s.

| Msc. | Zawodnik              | Klub                 | Pkt  |             |
| ---- | --------------------- | -------------------- | ---- | ----------- |
| 1    | Bartosz Smektała      | Unia Leszno          | 14   | (3,3,2,3,3) |
| 2    | Dominik Kubera        | Unia Leszno          | 13+3 | (2,2,3,3,3) |
| 3    | Kacper Woryna         | ROW Rybnik           | 13+2 | (3,3,3,2,2) |
| 4    | Adrian Gała           | Sparta Wrocław       | 11   | (3,2,2,3,1) |
| 5    | Rafał Karczmarz       | Stal Gorzów          | 9    | (3,0,2,2,2) |
| 6    | Robert Chmiel         | ROW Rybnik           | 9    | (2,1,1,2,3) |
| 7    | Patryk Rolnicki       | Unia Tarnów          | 8    | (0,3,3,1,1) |
| 8    | Daniel Kaczmarek      | Unia Leszno          | 8    | (1,0,3,2,2) |
| 9    | Mateusz Burzyński     | Falubaz Zielona Góra | 7    | (w,1,0,3,3) |
| 10   | Alex Zgardziński      | Falubaz Zielona Góra | 7    | (2,3,1,1,d) |
| 11   | Damian Dróżdż         | Sparta Wrocław       | 7    | (1,2,2,0,2) |
| 12   | Marcin Nowak          | GKM Grudziądz        | 6    | (2,1,1,1,1) |
| 13   | Kamil Wieczorek       | ROW Rybnik           | 3    | (1,1,0,1,0) |
| 14   | Igor Kopeć-Sobczyński | Get Well Toruń       | 3    | (1,0,1,0,1) |
| 15   | Mike Trzensiok        | GKM Grudziądz        | 2    | (0,2,0,0,0) |
| 16   | Wiktor Lis            | Unia Leszno          | 0    | (0,0)       |
| 17   | Arkadiusz Potoniec    | Falubaz Zielona Góra | 0    | (0,d,d,w,-) |
| 18   | Szymon Szlauderbach   | Unia Leszno          | 0    | (0)         |